# Juan Carlos Pedraza
Juan Carlos Pedraza Gómez conocido como Pedraza (Madrid, 1 de septiembre de 1959) es un exfutbolista español que jugaba de delantero.

## Trayectoria
- RSD Alcalá
- 1977-80 Atlético Madrileño
- 1980-81 Atlético de Madrid
- 1981-82 Racing de Santander
- 1982-86 Atlético de Madrid
- 1986-87 Cádiz CF
- 1987-88 Atlético de Madrid
- 1988-91 Racing de Santander
- 1991-92 CP Cacereño
- 1992-93 Atlético Tomelloso
- 1992-93 CP Cacereño

## Palmarés
| Título              | Club               | País   | Año  |
| ------------------- | ------------------ | ------ | ---- |
| Copa del Rey        | Atlético de Madrid | España | 1985 |
| Supercopa de España | Atlético de Madrid | España | 1985 |

## Internacionalidades
- 2 veces internacional con España.
- Debutó con la selección española en Málaga el 27 de octubre de 1982 contra Islandia.